# 5e cérémonie des European Film Awards
La 5e cérémonie des prix du cinéma européen (5th European Film Awards), organisée par l'Académie européenne du cinéma, a eu lieu à Potsdam (Allemagne) le 25 novembre 1992 et a récompensé les films réalisés dans l'année.

## Palmarès

### Meilleur film
Les Enfants volés
- La Vie de bohème
- Les Amants du Pont-Neuf

### Young European Film of the Year
Les Habitants
- Nord
- Trois jours

### Meilleur acteur
Matti Pellonpää pour La Vie de bohème
- Denis Lavant pour Les Amants du Pont-Neuf
- Enrico Lo Verso pour Les Enfants volés

### Meilleure actrice
Juliette Binoche pour Les Amants du Pont-Neuf
- Barbara Sukowa pour Europa
- Johanna ter Steege pour Chère Emma

### Meilleur scénariste
István Szabó pour Chère Emma

### Meilleur compositeur
Vincent van Warmerdam pour Les Habitants

### Meilleur directeur de la photographie
Jean-Yves Escoffier pour Les Amants du Pont-Neuf

### Meilleur monteur
Nelly Quettier pour Les Amants du Pont-Neuf

### Lifetime Achievement Award
Billy Wilder